# Les VRP
Pour les articles homonymes, voir VRP.
Les VRP est un groupe de skiffle français, actif de 1988 à 1993. Issus de la scène rock alternative française, ils se produisaient avec du maquillage, des costumes rapiécés et des instruments fabriqués. L'équipe de communication d'Universal, leur label, les présente comme des « Frères Jacques sous acide ».

## Biographie
Les VRP se forment en 1988 sur la base du groupe Les Nonnes Troppo, sous les pseudonymes de Stéphane (Néry Catineau), Fabrice (Cyril Delmote), Marc Raskal (Pascal Herbert), Gilbert (Laurent Meslin) et Gilberd (Sébastien Libolt). Utilisant du maquillage et des costumes trop courts et rapiécés, ils se produisent dans les rues de Paris avec des instruments de récupération ou fabriqués (dont la contrebassine : contrebasse faite d'un manche à balai, d'une corde et d'une bassine). Toujours selon leur label, Universal, leurs chansons sont résolument iconoclastes et humoristiques oscillant entre Boby Lapointe et les Frères Jacques même si elles sont issues d'une veine punk. 
Repérés par Bondage Records, ils enregistrent Remords et tristes pets, leur premier album en, 1989, avec l'aide de Sébastien Libolt qui devient alors le cinquième membre du groupe. La reprise qu'ils font de Alexandrie Alexandra de Claude François connaît un certain succès à la radio,. Partageant la scène avec des groupes comme Mano Negra, Les Wampas ou les Satellites, ils s'illustrent par leurs prestations scéniques, ponctuées de sketches et d'improvisation. En 1990 sort leur deuxième album Retire les nains de tes poches, et les VRP passent alors à l'Olympia puis entament une série de tournées à travers l'Europe puis le Japon, le Canada, le Sénégal. Leur succès auprès du public est de plus en plus important. Ils sont de tous les festivals et remplissent les grandes salles aux côtés de Mano Negra ou Noir Désir. En 1991, ils enregistrent des clips de certaines de leurs chansons, avec l'aide de Bruno Venzal, Celia Canning et Fred Le Goff. Les groupes Sttellla et les Wampas y font d'ailleurs des apparitions. 
En 1992 sort ce qui sera leur dernier album, Vacances prolongées. Certaines des chansons de l'album sont issues de collaborations avec d'autres artistes comme Sttelllamentable (avec Sttellla) ou Bartek chantée en polonais avec Oleg Skripka, du groupe ukrainien Vopli Vidopliassova. Les VRP décident alors de se saborder au sommet de leur gloire pour ne pas s'institutionnaliser et se perdre. En 1993, ils se produisent une dernière fois au Zénith de Montpellier, lors des « États généraux du rock », et font leurs adieux à la scène en jetant à la fin de leur spectacle leurs instruments au public, mettant un terme à leur carrière.
Par la suite, Néry Catineau, Cyril Delmote et Laurent Meslin reformeront Les Nonnes Troppo en 1993 et sortiront deux nouveaux albums. En 2000, Néry se lance dans une carrière solo. De 1999 à 2009, Cyril Delmote a été le bassiste des Suprêmes Dindes. Il forme, fin 2011, le groupe Lénine Renaud avec Franck Vandecasteele, chanteur de Marcel et son orchestre.
La chanson Léo des VRP a inspiré le choix du nom du groupe Les Hurlements d'Léo. Cette chanson a été aussi reprise par Les Ogres de Barback.

## Membres
- Stéphane (Néry Catineau) — chant, contrebassine, instruments divers
- Gilbert (Laurent Meslin) — chant, ukulélé, xylophone, instruments divers
- Marc Rascal (Pascal Herbert) — chant, harmonica, percussions, instruments divers
- Fabrice (Cyril Delmote) — chant, guitare, banjo, instruments divers
- Gilberd (Sébastien Libolt) — chant, piano d'enfant (« Michelsonne »), accordéon, instruments divers